# Scaphiostreptus dimidiatus
Scaphiostreptus dimidiatus är en mångfotingart som beskrevs av Carl Graf Attems 1914. Scaphiostreptus dimidiatus ingår i släktet Scaphiostreptus och familjen Spirostreptidae. Inga underarter finns listade i Catalogue of Life.